# Luis Arturo Hernández Carreón
Luis Arturo Hernández Carreón (Poza Rica, Veracruz, 22 de desembre de 1968) fou un futbolista mexicà retirat que jugava de davanter.
Hernández jugà a diversos clubs de Mèxic, Argentina i Estats Units. A Mèxic destacà a clubs com Querétaro, Cruz Azul, CF Monterrey, Necaxa o UANL Tigres. A l'Argentina jugà a Boca Juniors i als Estats Units a Los Angeles Galaxy. Fou dos cops nomenat jugador mexicà de l'any (1997 i 1998).
Amb la selecció mexicana disputà 87 partits i marcà 35 gols. Fou el màxim golejador de la Copa América de futbol de 1997, amb sis gols. Participà en les Copes del Món de 1998 i 2002.